# Cylindroderus
Cylindroderus là một chi bọ cánh cứng trong họ 
Elateridae.
Chi này được miêu tả khoa học năm 1834 bởi Latreille.

## Các loài
Các loài trong chi này gồm:
- Cylindroderus brunneus Schwarz, 1901
- Cylindroderus chilensis Candèze, 1878
- Cylindroderus cribricollis Champion, 1896
- Cylindroderus femoratus Germar, 1824
- Cylindroderus femoratus (Germar, 1824)
- Cylindroderus inconditus Schwarz, 1901
- Cylindroderus indutus Candèze, 1863
- Cylindroderus limbatus Schwarz, 1902
- Cylindroderus lineatus Candèze, 1863
- Cylindroderus mexicanus Candèze, 1864
- Cylindroderus plagiatus Schwarz, 1906
- Cylindroderus relictus Candèze, 1863
- Cylindroderus stenoderus Candèze, 1863
- Cylindroderus testaceus Schwarz, 1902
- Cylindroderus vittatus Candèze, 1863
- Cylindroderus vulneratus Schwarz, 1906